# Escuela Arturo Prat Chacón
La Escuela Arturo Prat Chacón es una escuela municipal que se encuentra en el Centro Histórico de Tocopilla, Región de Antofagasta. Es el establecimiento educacional más antiguo de Tocopilla; es además uno de los primeros inmuebles protegidos por ley que representan parte del patrimonio arquitectónico moderno de Chile.

## Arquitectura
La escuela aparece como un volumen único dentro de la manzana lo que permite reconocer la presencia de su arquitectura. Pertenece al estilo arquitectónico de las escuelas normalistas, cuyas construcciones fueron ejecutadas en la década de los 40 por la Sociedad Constructora de Establecimientos Educacionales, con reminiscencias de arquitectura naval.
El material predominante en el edificio es el hormigón armado, destacando la pureza de sus volúmenes rectangulares con aristas en canto vivo, ventanas rectangulares, rehundidas, cubiertas superiores planas, predominio de la opacidad de sus muros exteriores, pasillos perimetrales interiores de circulación para acceder a las distintas dependencias en cada piso, aportando al recorrido sombreado entre los distintos niveles de los edificios, característica primordial de las construcciones de la zona desértica nortina.

## Historia
Esta institución que data del 24 de mayo de 1889, con el nombre de Escuela Superior Número Uno de Hombres, funcionó primero en un local de propiedad particular en la calle 21 de mayo. Al crecer su matrícula se trasladó en dos oportunidades hasta su emplazamiento actual inaugurado en 1943 durante el gobierno del presidente Pedro Aguirre Cerda.
El año 2004 fue declarada Monumento Nacional; el proceso de puesta en valor se enmarcó dentro del "Programa Patrimonio Educacional, desde el Patrimonio mirando la Educación del Futuro", el cual promovió el reconocimiento y valorización de múltiples establecimientos como parte del patrimonio educativo. Este proceso fue impulsado por un trabajo en conjunto entre UNESCO y el Ministerio de Educación.
Sufrió serios daños a raíz del terremoto del 2007 y tras su restauración fue entregada nuevamente a la comunidad.